# Воронская (деревня)
Воронская — деревня в городском округе Верхотурский Свердловской области России. Ранее относилась к Дерябинскоиу сельсовету Верхотурского района.

## География
Деревня Воронская расположена на правом берегу реки Туры и на левом берегу её правого притока — реки Селенги, в 65 километрах на юго-восток от города Верхотурья. На протмвоположном берегу Селенги расположено соседнее село Дерябино.

### Часовой пояс
Воронская как и вся Свердловская область, находится в часовой зоне МСК+2. Смещение применяемого времени относительно UTC составляет +5:00.

## Население
| 1873 | 2002 | 2010 | 2021 |
| ---- | ---- | ---- | ---- |
| 129  | ↘46  | ↘27  | ↗31  |

## Инфраструктура
В деревне Воронской всего одна улица — Свободы.